# Bichiyal
«Bichiyal» es una canción de los cantantes puertorriqueños Bad Bunny y Yaviah. Fue lanzado el 13 de marzo de 2020 como el séptimo sencillo del segundo álbum de estudio de Bad Bunny, YHLQMDLG (2020). La canción fue escrita por Benito Martínez, Ernesto Padilla, José Cruz, Freddy Montalvo y Javier Marcano y producida por Nesty la Mente Maestra y Súbelo Neo.

## Contexto
«Bichiyal» es un acrónimo de dos palabras del argot popular en Puerto Rico, «bicha» y «yal». La canción trata sobre una mujer y la brecha entre la clase media alta de Puerto Rico y los pobres.

## Promoción y lanzamiento
El 28 de febrero de 2020, Bad Bunny anunció su segundo álbum de estudio que se reveló como YHLQMDLG durante su actuación y aparición como invitado en The Tonight Show Starring Jimmy Fallon, que se lanzó al día siguiente.

## Desempeño comercial
Tras el lanzamiento de su álbum principal, «Bichiyal» se ubicó en el puesto 89 en el Billboard Hot 100 de EE. UU. con fecha del 14 de marzo de 2020, convirtiéndose en la pista con el ranking más bajo de YHLQMDLG y alcanzando el puesto 11 en el Hot 11 de EE. UU. en la lista de Hot Latin Songs en la fecha de emisión del 14 de marzo de 2020. En España, «Bichiyal» alcanzó el puesto 22.

## Visualizador de audio
Un video visualizador de la canción se subió a YouTube el 29 de febrero de 2020, junto con los otros videos visualizadores de las canciones que aparecieron en YHLQMDLG.

## Video musical
El 13 de marzo de 2020 se lanzó un vídeo musical de «Bichiyal» en YouTube.El Videoclip se grabo en el puerto de Yokohama.

## Posicionamiento en listas
| Lista (2020)                        | Mejor posición |
| ----------------------------------- | -------------- |
| España (PROMUSICAE)                 | 22             |
| EE. UU. Billboard Hot 100           | 89             |
| EE. UU. Hot Latin Songs (Billboard) | 11             |

| Lista (2020)                        | Posición |
| ----------------------------------- | -------- |
| EE. UU. Hot Latin Songs (Billboard) | 46       |